# Písničky ze šuplíku
Písničky ze šuplíku (1987) je sólové EP Zdeňka Vřešťála, v té době jedné z hlavních osobností skupiny Nerez. Obsahuje tři autorské písničky a Hrál kdosi na hoboj, kde báseň Karla Hlaváčka zhudebnil Zdeněk Vřešťál s Davidem Nollem. Píseň Světýlko byla i v repertoáru Nerezu a vyšla na několika albech skupiny, na kompilaci ...a bastafidli! (2007) vyšla mezi bonusy verze z tohoto EP. Na albu účinkuje velké množství studiových spoluhráčů, např. celý smyčcový kvintet v písničce Světýlko. Obal desky vytvořil Michal Cihlář.

## Písničky
1. Fanfán tulipán – 2:18
2. Špinavý nádobí – 3:27
3. Hrál kdosi na hoboj – 3:56
4. Světýlko – 1:57

## Účinkují
- Zdeněk Vřešťál – zpěv (1–4), kytara (1, 2, 4), foukací harmonika (2), střep (2)
- David Noll – klavír (1, 3), Roland JX-8P (2, 3), FM expander Yamaha TX 7 (2, 3), rejže (2)
- Liběna Séquardtová – hoboj (3)
- Ivan Doležálek – basová kytara (1, 2)
- Ivan Dvořák – bicí (1, 2, 3)
- Jiří Chlumecký – Sampling percussion E-mu SP-12 (2)
- Václav Kopta – klavír (1)
- Radim Šisler – 1. housle (4)
- Petr Hlaváč – 2. housle (4)
- Vladimír Zajačik – viola (4)
- Miloš Jahoda – violoncello (2, 4)
- Jaroslav Himmer – kontrabas (4)

## Aranžmá
- David Noll (1, 2, 3)
- Jan Novotný (1, 4)
- Zdeněk Vřešťál (1)

## Reedice
Nahrávka písničky Světýlko z tohoto alba vyšla na kompilaci ...a bastafidli! (2007).